# Córdoba (tỉnh Argentina)
Córdoba là một tỉnh nằm ở miền trung Argentina. Tỉnh lị của tỉnh, Córdoba, là thành phố lớn thứ hai ở Argentina. Các tinh giáp ranh gồm: Santiago del Estero, Santa Fe, Buenos Aires, La Pampa, San Luis, La Rioja và Catamarca. Cùng với Santa Fe và Entre Ríos, tỉnh này là một phần của hiệp hội kinh tế và chính trị được gọi là Vùng trung tâm.

## Liên kết
- Official Executive Power Site (Spanish)
- Official Legislative Power Site Lưu trữ ngày 20 tháng 7 năm 2011 tại Wayback Machine (Spanish)
- Official Judicial Power Site Lưu trữ ngày 23 tháng 7 năm 2008 tại Wayback Machine (Spanish)
- La Voz del Interior daily Newspaper (Spanish)
- La Mañana de Córdoba daily Newspaper (Spanish)
- El Diario del Sur de Córdoba daily Newspaper edited in Villa María (Spanish)
- Cordoba Regions
- Capillas y Templos de la Provincia de Córdoba - Argentina
- Tanti, en el corazón de Córdoba - Argentina
- Tourism in Cordoba Argentina. (Spanish)